# Wład Palownik

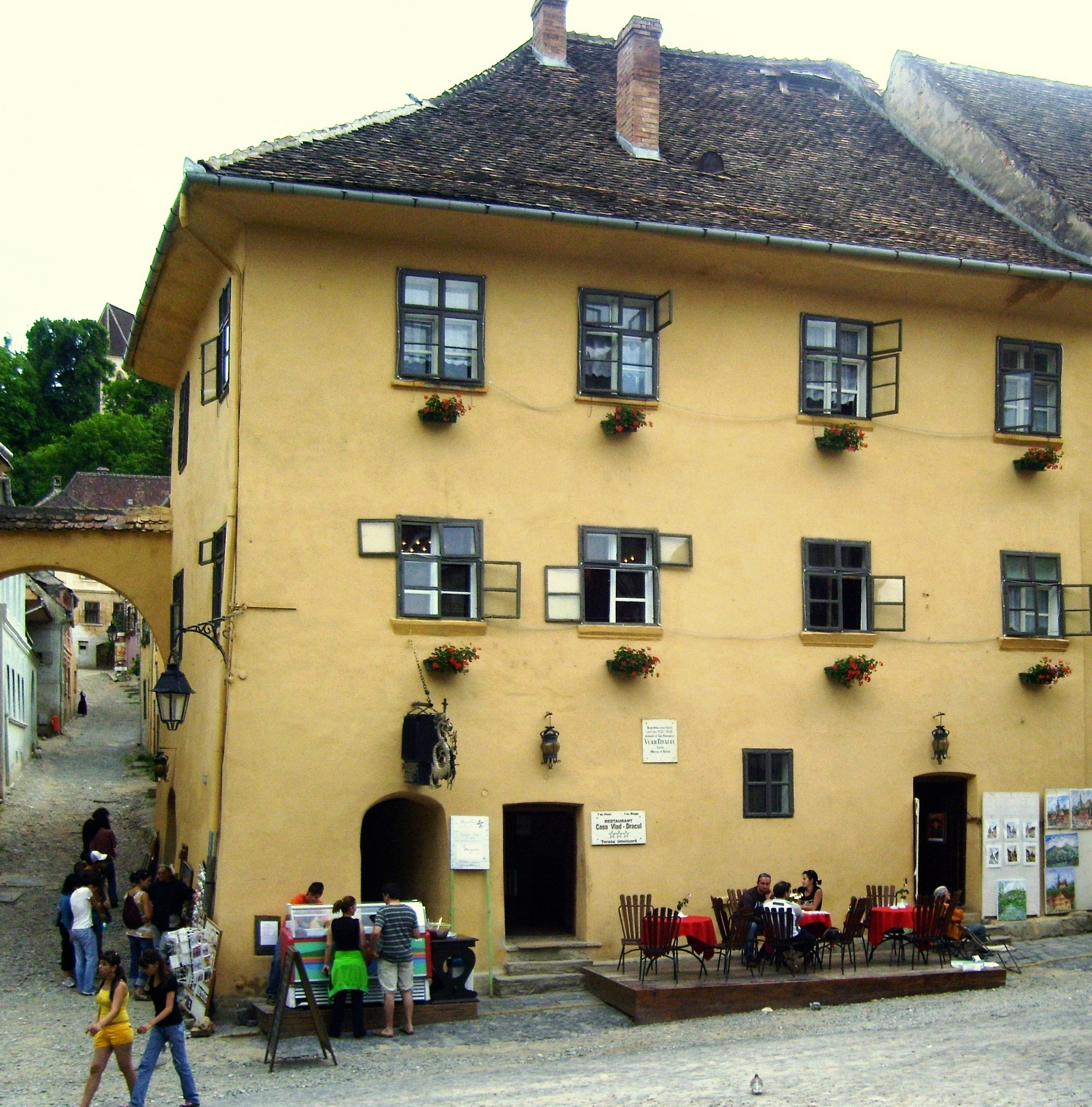
Dom narodzin Włada w mieście Sighișoara, w 1431 parterowy – piętra dobudowano w XVII w.

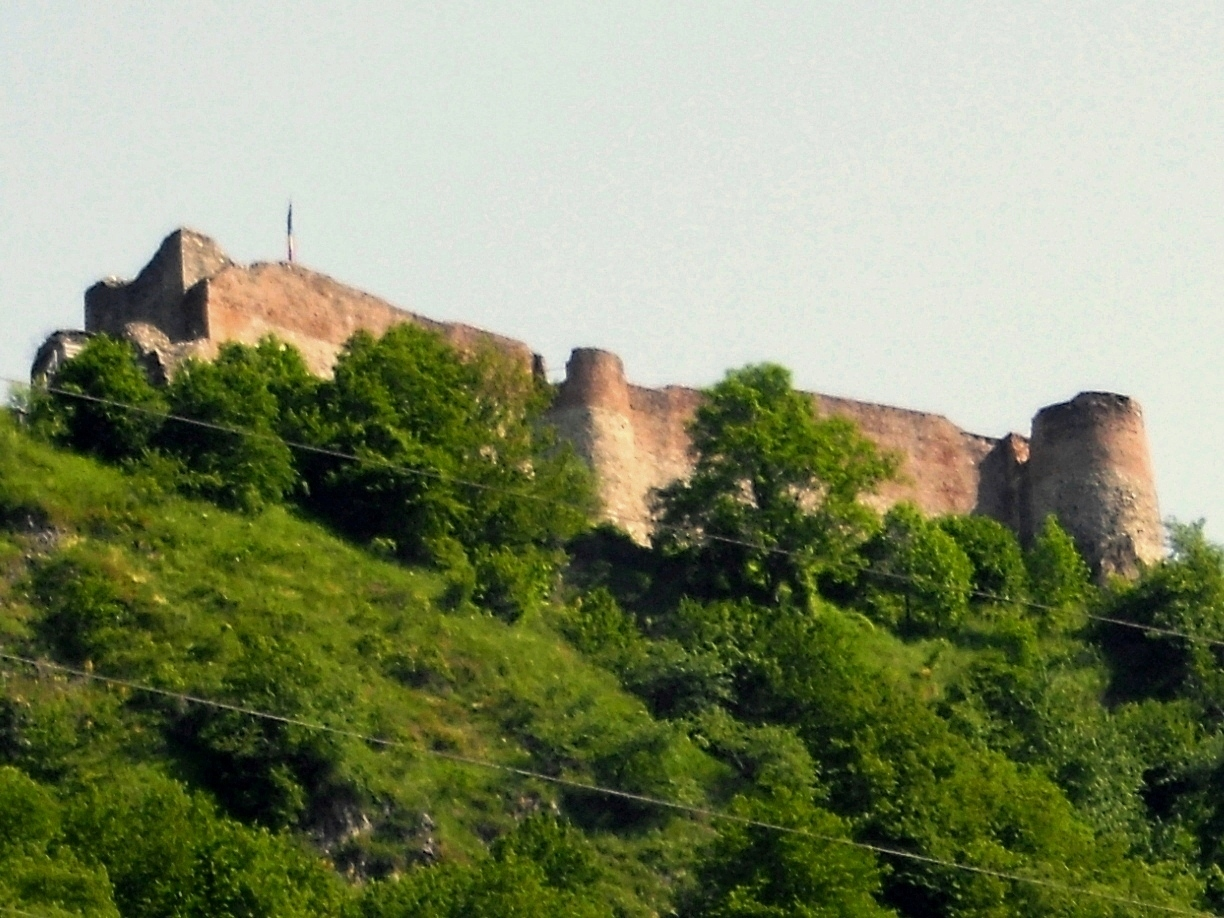
Ruiny zamku Włada w Poenari

Wład III Palownik zwany też Drakulą (rum. Vlad Țepeș, lub Vlad Drăculea; ur. w listopadzie lub grudniu 1431 w Sighișoarze, zm. w grudniu 1476) – hospodar wołoski w latach 1448, 1456–1462 oraz 1476 z dynastii Basarabów. Stanowił inspirację dla postaci książkowego i filmowego Drakuli.

## Życiorys
Wład Palownik urodził się w Sighișoarze w Siedmiogrodzie jako drugi syn hospodara wołoskiego Włada II Diabła. Ojciec był członkiem Zakonu Smoka, powołanego przez Zygmunta Luksemburskiego do obrony chrześcijaństwa przed rosnącym w potęgę Imperium Osmańskim, czemu zawdzięczał swój przydomek („Draco” – „Smok”, przekształcone w „Dracul” – „Diabeł”) – stąd pochodzi przydomek Włada Palownika „Drăculea” („Drakula”), rozpowszechniony potem w legendzie, oznaczający po prostu syna Smoka lub syna Diabła.
W wieku jedenastu lat Wład został pojmany przez Turków wraz z ojcem i młodszym bratem Radu III Pięknym – gdy sułtan Murad II uwolnił Włada Diabła, jego synowie pozostali na tureckim dworze jako zakładnicy, mający gwarantować lojalność ojca względem Imperium Osmańskiego. Wład Diabeł odzyskawszy tron hospodarski lawirował między Turcją a Węgrami i naraził się swym postępowaniem na gniew Jana Hunyadyego, faktycznie rządzącego Węgrami. Ten ostatni poparł pretendującego do tronu wołoskiego Władysława II Dana. Zdradzony przez swych bojarów Wład Diabeł wraz z najstarszym synem Mirczą II został zamordowany w Balteni w 1447.
Drakula spędził w Turcji siedem lat, po części na dworze sułtańskim w Adrianopolu, po części prawdopodobnie w szkole janczarów w Egregoz, w Anatolii. Po śmierci Włada Diabła sułtan Murad postanowił osadzić na tronie wołoskim jego syna, młodego Włada, licząc na jego lojalność. W 1448 Wład Drakula po raz pierwszy zasiadł na tronie wołoskim. Węgry zareagowały na to wysłaniem na Wołoszczyznę swych wojsk, a Drakula zbiegł do Mołdawii, rządzonej przez jego wuja, Bogdana II. Tam poznał jego syna Stefana, swego późniejszego przyjaciela, który zapisał się w historii jako znamienity władca i święty cerkwi prawosławnej, znany pod przydomkiem Wielki. Jesienią 1451 Bogdana II zamordowano, a Wład i Stefan schronili się w Siedmiogrodzie.
Ponieważ Władysław II Dan osadzony na tronie wołoskim przez Hunyadyego, rychło zaczął wykazywać skłonności protureckie, Węgry zaczęły myśleć o zastąpieniu go kimś bardziej lojalnym. Wybór padł na Drakulę, który w międzyczasie zdołał zyskać sobie względy wszechwładnego Hunyadyego. Tym sposobem, dzięki militarnemu wsparciu Węgier po pokonaniu przez Hunyadego Turków w bitwie pod Belgradem Wład Drakula w 1456 ponownie został hospodarem. W decydującej bitwie pod Tirgsor pokonał Władysława II (wedle legendy ścinając jego głowę jednym cięciem szabli) i rozpoczął okres swych najdłuższych rządów na Wołoszczyźnie.
Już rok później Drakula znacząco wspomógł Stefana Wielkiego w jego staraniach o odzyskanie tronu mołdawskiego. W kraju swoje panowanie Wład zainaugurował krwawą zemstą na nielojalnych bojarach winnych śmierci jego ojca i brata Mirczy. W dzień Wielkanocy 1457 podstępem (zapraszając ich na posiłek do swojej twierdzy) schwytał winnych bojarów wraz z ich rodzinami. Część z nich kazał wbić na pale, pozostałym nakazał iść bez odpoczynku z Târgoviște do Poenari (ok. 200 km przez góry). Ci, którym udało się przeżyć ten marsz, zostali zmuszeni do budowy kolejnej twierdzy – zamku Poenari.
Wład dążył do wzmocnienia swojej pozycji poprzez ograniczenie potęgi i ukrócenie samowoli bojarów, skłonnych do prowadzenia własnej polityki oraz usuwania niewygodnych im władców różnymi metodami. Wspierał natomiast mieszczaństwo i kupców wołoskich, między innymi poprzez ograniczenie wstępu zagranicznym kupcom na jarmarki (1459). To spowodowało konflikt z kupcami siedmiogrodzkimi (przeważnie Sasami), którzy zaczęli dążyć do obalenia Włada na rzecz Dana, syna hospodara Dana II. Swoich zwolenników znalazł w Siedmiogrodzie również Wład Mnich, przyrodni brat Drakuli, nieślubny syn Włada Diabła. Wtedy Drakula, za cichym przyzwoleniem króla Węgier Macieja Korwina, najechał Braszów, spustoszył jego okolice i wbił na pale mieszczan, którzy mu wpadli w ręce. Korwin uznał potem słuszność pretensji Palownika i nakazał, by Braszów wypłacił mu odszkodowanie. Drakula rozbił Dana ostatecznie wiosną 1460, a pojmawszy go nakazał stracić.
Początkowo Wład utrzymywał pokojowe stosunki z Turcją, płacąc coroczny haracz w wysokości dziesięciu tysięcy dukatów. Zaprzestał jednak tego umocniwszy się na tronie w 1459. Dzięki swej siatce wywiadowczej dowiedział się, że sułtan Mehmed II Zdobywca planuje wielką wyprawę na północ od Dunaju, mającą być rewanżem za klęskę pod Belgradem w 1456. Na przełomie listopada i grudnia 1461 na dwór hospodara wołoskiego przybył turecki poseł Catatolinos, osobisty sekretarz sułtana Mehmeda. Oznajmił on, że sułtan życzy sobie, aby Wład stawił się w Stambule, osobiście zawożąc zaległy haracz. Ponadto Drakula miał dostarczyć Turkom 500 wołoskich dzieci, które zapewne zostałyby wychowane na janczarów. Drakula odgadł, że jest to pułapka podobna do tej, w jaką wpadł jego ojciec osiemnaście lat wcześniej. Udał, że przystaje na żądania Mehmeda i zaoferował, że osobiście odprowadzi posła w kierunku granicy. Niedaleko Giurgiu znienacka pojawił się oddział turecki dowodzony przez bega Nikopola, Hamza Paszę, i otoczył Drakulę, podróżującego tylko z niewielką strażą przyboczną. Okazało się jednak, że za orszakiem Drakuli cały czas podążała w pewnej odległości wołoska armia – oddział Hamza Paszy został otoczony i teraz on został jeńcem. Pojmani Turcy zostali odtransportowani do Târgoviște, gdzie nadziano ich na pale. Jak głosi legenda, książę nakazał „uhonorować” posła i bega palami wyższymi od pozostałych.

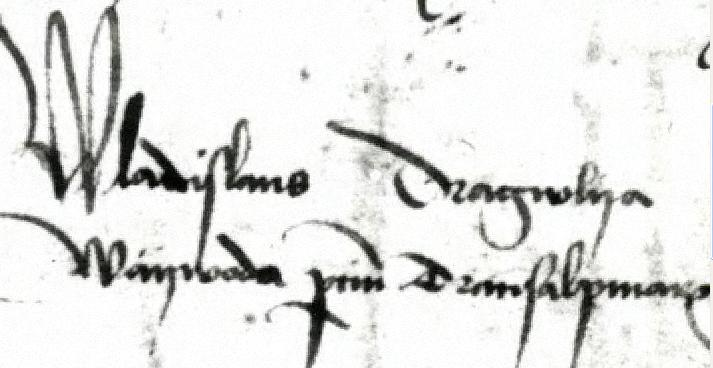
Podpis Włada: Władysław Dragoulja, wojewoda (partium) Transalpinarum

Tymczasem Wład nie zwlekając przekroczył Dunaj i błyskawicznymi atakami zaczął zdobywać tureckie twierdze i miasta na pograniczu. Jego żołnierze na ogół przebrani byli za Turków. Zdobywając Nikopol książę sam wystąpił w przebraniu i ze znakami rozpoznawczymi pojmanego Hamza Paszy. W krótkim czasie Drakula opanował linię Dunaju od Widynia aż po Morze Czarne, włączając w to dobrudżańskie wybrzeże. Atakował błyskawicznie, pozostawiając po sobie krew i zgliszcza. Sułtan Mehmed II pospiesznie zebrał armię i ruszył na Wołoszczyznę, tymczasem Wład słał na Węgry, z którymi związany był sojuszem, alarmujące listy: „(...) jeśli nasz mały kraj zginie, Wasza Wysokość nie będzie miał od niego pożytku ni pomocy, a będzie to szkodą dla całego chrześcijaństwa”.
Wiosną 1462 (według niektórych źródeł w końcu 1461) Turcy wkroczyli na ziemie wołoskie. Wład dzięki pospolitemu ruszeniu rozbił armię wezyra Mahmud Paszy, ale wobec ogromnej przewagi wroga przegrał bitwę z głównymi siłami Mehmeda II. Po tym wydarzeniu, oczekując na wsparcie ze strony króla węgierskiego Macieja Korwina, rozpoczął działania o charakterze partyzanckim. Zatruwał studnie, palił wsie, robił wszystko aby wróg nie znalazł schronienia, pożywienia i wody na swojej drodze. Organizował również zasadzki: wciągał Turków głęboko na swoje terytorium, pozorując odwrót, by potem zaskoczyć ich nagłym atakiem. Zastosował nawet „broń biologiczną”, podsyłając wrogom chorych na rozmaite zakaźne choroby. Zasłynął również ze śmiałych ataków na tureckie obozy, z których najbardziej znany z 17 czerwca 1462 miał na celu zgładzenie sułtana. Drakula na czele kilku tysięcy ludzi przebranych w tureckie stroje wtargnął nocą do obozu paląc, niszcząc i zabijając. Zaspani i zdezorientowani Turcy zaczęli atakować się wzajemnie, przekonani że atakują Wołochów. Podpalono nawet namiot sułtański. Walki wciąż trwały, gdy nadszedł świt – okazało się, że Turcy biją się między sobą, a Drakula i jego wojsko dawno już zniknęli z obozu, straciwszy przy tym tylko kilku żołnierzy. Straty Mehmeda II były dużo większe: oprócz ludzi (mówi się nawet o kilku tysiącach), stracili działa, proch, amunicję, konie i wozy, a do tego sam sułtan został ośmieszony.
Mimo wszystko Turcy nieubłaganie postępowali w głąb Wołoszczyzny, aż wreszcie stanęli pod Târgoviște, siedzibą Włada. Tu Drakula zgotował sułtanowi makabryczne powitanie, które do historii przeszło pod nazwą „Lasu Pali”. Jak podaje grecki historyk Chalkokondyles, Turcy w swym marszu napotkali przerażającą „dekorację” przydrożną, składającą się z jeńców tureckich nabitych na pale i ustawionych w szpaler szeroki na kilometr i długi na trzy. Samych pali miało być dwadzieścia tysięcy (tę liczbę należy jednak potraktować jako mocno zawyżoną). Sułtan, widząc swoją armię głodną, spragnioną, wyczerpaną i podupadłą na duchu, zarządził odwrót.
Nie próżnowali jednak emisariusze polityczni sułtana, którzy nawiązali kontakty z wołoską opozycją i wysunęli jako kandydata do tronu młodszego, sturczonego brata Drakuli, Rada Pięknego. Wład, mimo energicznej obrony, został ostatecznie schwytany w Piatra Craiului i wydany Węgrom w listopadzie 1462. Tam nie próżnowali siedmiogrodzcy wrogowie Drakuli, którzy fałszywie oskarżyli go o antywęgierskie knowania z Turcją i doprowadzili do jego uwięzienia.
Drakula w niewoli, a potem na wygnaniu spędził czternaście lat, więziony między innymi na zamku w Budzie i w Wyszegradzie. Odmiana jego losu nastąpiła w 1476, gdy Maciej Korwin, planując wojnę z Turcją, uznał (dzięki wstawiennictwu Stefana Wielkiego, hospodara mołdawskiego, związanego wówczas z Korwinem sojuszem), że przywrócenie Drakuli tronu wołoskiego zapewni wsparcie jego planów ze strony tego kraju.
Ówczesnym hospodarem był Basarab III Stary, protegowany Stefana Wielkiego, hospodara mołdawskiego, który jednak wszedł w porozumienie z Turkami. Wspierany militarnie przez Węgrów i Mołdawię Drakula pokonał Basaraba i powrócił na tron wołoski jesienią 1476. Jednak już na przełomie 1476 i 1477 podróżując tylko z niewielkim oddziałem jazdy mołdawskiej pozostawionym mu przez Stefana wpadł niedaleko Bukaresztu w zasadzkę zastawioną przez wojska zwolenników Basaraba wspieranych przez Turków. Zginął przypadkowo raniony w zamieszaniu przez jednego ze swoich żołnierzy, wedle innych zamordowany skrytobójczo. Jego uciętą głowę, zakonserwowaną w miodzie, wysłano do Stambułu, zaś ciało pochowano, wedle legendy, w monasterze Snagov, leżącym na wyspie na jeziorze o tej samej nazwie.
Z małżeństwa z Justyną Szilágyi de Horogszeg Wład Palownik pozostawił dwóch nieznanych z imienia synów. Nigel Cawthorne w swej książce 100 tyranów, despotów i dyktatorów stwierdza, że Wład Palownik przyczynił się do śmierci około 50 tysięcy mieszkańców swego państwa.

## Legenda

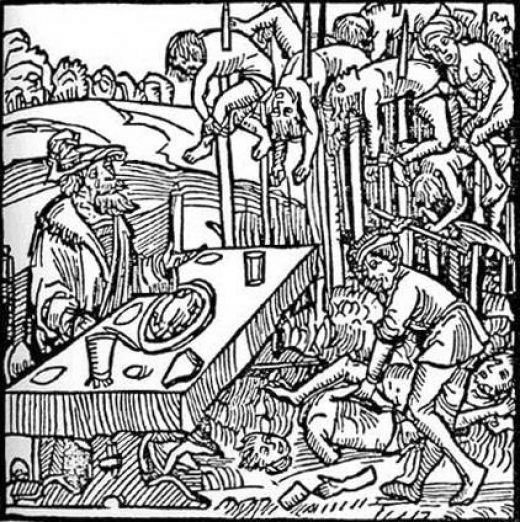
Wład Palownik posila się na tle lasu ludzi nabitych na pal (drzeworyt niemiecki z XV wieku)

Konflikt Włada Palownika z siedmiogrodzkimi kupcami, który rozpoczął się, gdy Wład w 1459 ograniczył kupcom zagranicznym wstęp na jarmarki Wołoszczyzny jedynie do trzech przygranicznych miejscowości, zaowocował nie tylko spiskami przeciwko jego życiu, ale i wojną, można by rzec, propagandową.
Jesienią 1462, gdy Wład, pozbawiony władzy przez swego brata Rada Pięknego, musiał uchodzić z kraju, w Siedmiogrodzie ukazały się pierwsze pamflety opisujące rzekome okrucieństwa Palownika, w tym gotowanie ofiar żywcem, wbijanie na pal matek i przybijanie do ich piersi niemowląt. Równocześnie rozwinięto kampanię oszczerstw przeciwko Drakuli na dworze Macieja Korwina, za pomocą sfałszowanych listów dowodząc, że hospodar był zdrajcą spiskującym z sułtanem przeciwko Węgrom.
Rok później na dworze cesarza rzymskiego Fryderyka III, poeta niemiecki Michel Beheim ogłosił swój poemat zatytułowany „Von ainem wutrich der hies Trakle waida von der Walachei”, czyli „O krwawym szaleńcu zwanym Draculą, wojewodą wołoskim”. Poemat przedstawiał Włada jako krwawego tyrana i szaleńca, co miało niemały wpływ na powstanie czarnej legendy Drakuli. Informacje do swego poematu zaczerpnął Beheim z trzech źródeł: wspomnianych już siedmiogrodzkich pamfletów zebranych w rękopisie znanym obecnie jako „Rękopis St. Gall”, plotek dotyczących bieżących wydarzeń, między innymi aresztowania Włada przez Korwina i w końcu z ustnej relacji katolickiego mnicha, który zetknął się w Siedmiogrodzie z Drakulą podczas jednej z jego ekspedycji karnych przeciwko Sasom.
W tym samym roku na dworze Macieja Korwina zjawił się legat papieski Nicola di Modrussa, który miał okazję poznać Drakulę osobiście, pozostawiając światu jedyny zachowany opis Włada. Wysłał on papieżowi raport, w którym donosił, iż Drakula do roku 1462 zabił czterdzieści tysięcy swych politycznych oponentów. Te mocno przesadzone wieści (wskazana liczba odpowiadała prawie jednej piątej ówczesnej ludności Wołoszczyzny) były rozpowszechniane nie tylko przez saskich wrogów Palownika, ale i przez samego Korwina, pragnącego usprawiedliwić uwięzienie niedawnego bohatera.
Już po śmierci Drakuli, w latach osiemdziesiątych XV wieku, siedmiogrodzkie pamflety zaczęły się ukazywać drukiem na terenie Niemiec, publikowane w takich miastach, jak Norymberga, Bamberg czy Strasburg. Odnaleziono ponad tuzin takich druków, wydanych w latach 1488–1521. Tytułowane „Przerażająca i prawdziwa, niezwyczajna historia okrutnego, krew pijącego tyrana zwanego księciem Draculą” (lub podobnie), stanowiły rodzaj ówczesnej literatury brukowej, mającej zaspokajać najniższe czytelnicze gusta.
Pod koniec piętnastego wieku opowieści o Drakuli zaczęły się ukazywać również w Rosji. Ukazując hospodara w nieco korzystniejszym świetle, spełniały funkcję propagandową wskazując, że bojarzy (z którymi Iwan III Srogi miał sporo kłopotów) winni być posłuszni władcy, inaczej spotka ich zasłużona kara.
Legenda Drakuli odżyła, gdy stał się on pierwowzorem bohatera książki Brama Stokera „Drakula”, wydanej w 1897, transylwańskiego hrabiego-wampira o imieniu Dracula. Postać ta stała się symbolem kultury popularnej i została wykorzystana m.in. w licznych filmach.